# Ладиніна Марина Олексіївна
Ладиніна Марина Олексіївна (24 червня 1908, Скотиніно, Смоленська губернія, Російська імперія — 10 березня 2003, Москва, Росія) — радянська актриса, Народна артистка СРСР (1950), п'ятиразова лауреатка Державної премії СРСР (1941, 1942, 1946, 1948, 1951).

## Життєпис
Народилась 24 червня 1908 р. у селі Скотиніно Смоленської губернії. Пізніше із родиною переїхала у Назарово Красноярського краю. Закінчила Державний інститут театрального мистецтва в Москві (1933). Працювала у МХАТі.
Чоловіком Марини Ладиніної був радянський кінорежисер, народний артист СРСР Пир'єв Іван Олександрович. Їх спільний син Ладинін Андрій Іванович став також кінорежисером.
Померла 10 березня 2003 р. в Москві.

## Фільмографія
Знялась в українських фільмах:
- «Застава коло Чортового броду» (1936)
- «Багата наречена» (1938, Марина)
- «Тарас Шевченко» (1951, графиня Потоцька).

Грала також у кінокартинах:
- «Трактористи» (1939, Мар'яна Бажан; Державна премія СРСР, 1941)
- «Свинарка і пастух» (1941, Глаша; Державна премія СРСР, 1942)
- «О 6 годині вечора після війни» (1944, Варя; Державна премія СРСР, 1946)
- «Сказання про землю Сибірську» (1948, Наталка; Державна премія СРСР)
- «Кубанські козаки» (1950, Пересвєтова; Державна премія СРСР, 1951)
- «Істсайдська історія» (1997)